# First Division 1892-1893
La First Division 1892-1893 è stata la 5ª edizione  della massima serie del campionato inglese di calcio, disputato tra il 3 settembre 1892 e il 17 aprile 1893 e concluso con la vittoria del Sunderland, al suo secondo titolo consecutivo.
Capocannoniere del torneo è stato, per la seconda volta consecutiva, Johnny Campbell (Sunderland) con 31 reti.

## Stagione

### Creazione della First Division
Al termine della stagione precedente fu decisa l'ammissione dei club costituenti la rivale Football Alliance nella Football League; ciò portò alla creazione della First e della Second Division. La prima, che divenne, fino al campionato 1991-1992, la massima serie del calcio inglese, vide ai nastri di partenza tutte le squadre che avevano preso parte al campionato precedente di Football League (tranne  il Darwen che rinunciò ad iscriversi, ma che giocò in Second Division terminando terza) più tre dalla Football Alliance:  Nottingham Forest,  il Newton Heath (che divenne poi il Manchester Utd) e lo Sheffield Weds, all'epoca chiamato semplicemente The Wednesday. 
Il numero delle partecipanti arrivò a 16. Con l'introduzione della Second Division, furono regolamentate promozioni e retrocessioni, che avvenivano a seguito di spareggi  di sola andata (chiamati test matches) tra le ultime tre classificate della First Division con le prime tre classificate della Second Division. In caso di pareggio, la partita si sarebbe rigiocata in casa della squadra ospite.
Nonostante l'allargamento dei ranghi, erano ancora assenti dal campionato inglese le squadre del Sud e tutti i club provenivano o dalle Midlands o dal Nord (specie dal Nord-Ovest).

### Avvenimenti
Il campionato vide il Sunderland vincere il suo secondo titolo con ben 22 vittorie, 4 pareggi e 4 sconfitte, distaccando la seconda classificata, il Preston North End che si fermò a - 9 dalla capolista con 37 punti. Terza classificata arrivò l'Everton campione d'Inghilterra due anni prima, seguito con un solo punto di distacco dall'Aston Villa.
In fondo alla classifica finirono nella bagarre dei test match il Newton Heath (squadra che avrebbe scritto pagine gloriose del calcio inglese, quando fu rinominato Manchester United), l'Accrington, uno dei club fondatori della Football League, e il Notts County. Delle tre riuscì ad evitare la retrocessione il Newton Heath, che vincendo la ripetizione contro lo Small Heath (club anch'esso che con il tempo ha cambiato nome: divenendo nel 1905 Birmingham F.C. ed infine nel 1943 Birmingham City F.C.) si assicurò la permanenza in First Division. Le altre due, il Notts County e l'Accrington, retrocedettero perdendo rispettivamente contro il Darwen e lo Sheffield United.
L'Accrington non si sarebbe iscritto alla Second Division 1893-1894, l'anno successivo, ciò portò il club del Lancashire a rimanere fuori della Football League per il resto della sua vita societaria: infatti, dopo un anno in Lancashire League, la squadra vide rifiutata la sua domanda di riammissione alla Football League ed a causa di problemi finanziari, il 14 gennaio 1896, dopo una cocente sconfitta per 12-0 contro il Darwen in Lancashire Senior Cup, gli Owd Reds dichiararono bancarotta, lasciando la città di Accrington senza una squadra in Football League, fino a quando i cugini, ed un tempo rivali dell'Accrington Stanley, vi furono ammessi nel 1921-1922.

## Squadre partecipanti
| Club              | Stagione | Città          | Stadio           | Stagione precedente         |
| ----------------- | -------- | -------------- | ---------------- | --------------------------- |
| Accrington        | dettagli | Accrington     | ?                | 11º posto in First Division |
| Aston Villa       | dettagli | Birmingham     | Wellington Road  | 4º posto in First Division  |
| Blackburn         | dettagli | Blackburn      | Ewood Park       | 9º posto in First Division  |
| Bolton            | dettagli | Bolton         | Pike's Lane      | 3º posto in First Division  |
| Burnley           | dettagli | Burnley        | Turf Moor        | 7º posto in First Division  |
| Derby County      | dettagli | Derby          | Baseball Ground  | 10º posto in First Division |
| Everton           | dettagli | Liverpool      | Anfield          | 5º posto in First Division  |
| Newton Heath      | dettagli | Manchester     | North Road       | -                           |
| Nottingham Forest | dettagli | Nottingham     | Town Ground      | -                           |
| Notts County      | dettagli | Nottingham     | Castle Ground    | 8º posto in First Division  |
| Preston N.E.      | dettagli | Preston        | Deepdale         | 2º posto in First Division  |
| Sheffield Weds    | dettagli | Sheffield      | Olive Grove      | -                           |
| Stoke City        | dettagli | Stoke-on-Trent | Victoria Ground  | 13º posto in First Division |
| Sunderland        | dettagli | Sunderland     | Newcastle Road   | 1º posto in First Division  |
| West Bromwich     | dettagli | West Bromwich  | Stoney Lane      | 12º posto in First Division |
| Wolverhampton     | dettagli | Wolverhampton  | Molineux Stadium | 4º posto in First Division  |

## Classifica finale
|       | Pos. | Squadra           | Pt | G  | V  | N  | P  | GF  | GS | Med   |
| ----- | ---- | ----------------- | -- | -- | -- | -- | -- | --- | -- | ----- |
|       | 1.   | Sunderland        | 48 | 30 | 22 | 4  | 4  | 100 | 36 | 2.778 |
|       | 2.   | Preston N.E.      | 37 | 30 | 17 | 3  | 10 | 57  | 39 | 1.462 |
|       | 3.   | Everton           | 36 | 30 | 16 | 4  | 10 | 74  | 51 | 1.451 |
|       | 4.   | Aston Villa       | 35 | 30 | 16 | 3  | 11 | 73  | 62 | 1.177 |
|       | 5.   | Bolton            | 32 | 30 | 13 | 6  | 11 | 56  | 55 | 1.018 |
|       | 6.   | Burnley           | 30 | 30 | 13 | 4  | 13 | 51  | 44 | 1.159 |
|       | 7.   | Stoke City        | 29 | 30 | 12 | 5  | 13 | 58  | 48 | 1.208 |
|       | 8.   | West Bromwich     | 29 | 30 | 12 | 5  | 13 | 58  | 69 | 0.841 |
|       | 9.   | Blackburn         | 29 | 30 | 8  | 13 | 9  | 47  | 56 | 0.839 |
|       | 10.  | Nottingham Forest | 28 | 30 | 10 | 8  | 12 | 48  | 52 | 0.932 |
| [ 3 ] | 11.  | Wolverhampton     | 28 | 30 | 12 | 4  | 14 | 47  | 68 | 0.691 |
|       | 12.  | Sheffield Weds    | 27 | 30 | 12 | 3  | 15 | 55  | 65 | 0.846 |
|       | 13.  | Derby County      | 27 | 30 | 9  | 9  | 12 | 52  | 64 | 0.813 |
|       | 14.  | Notts County      | 24 | 30 | 10 | 4  | 16 | 53  | 61 | 0.869 |
|       | 15.  | Accrington        | 23 | 30 | 6  | 11 | 13 | 57  | 81 | 0.704 |
|       | 16.  | Newton Heath      | 18 | 30 | 6  | 6  | 18 | 50  | 85 | 0.588 |

Legenda:
      Campione d'Inghilterra.
 Ai Test-Match.
      Retrocessa in Second Division 1893-1894 dopo i Test-match.
Regolamento:
Due punti a vittoria, uno a pareggio, zero a sconfitta.

## Risultati

### Tabellone
|                   | Acc  | Ast  | Bla  | Bol  | Bur  | Der  | Eve  | New  | NmF  | NsC  | Pre  | ShW  | Sto  | Sun  | WBA  | Wol  |
| ----------------- | ---- | ---- | ---- | ---- | ---- | ---- | ---- | ---- | ---- | ---- | ---- | ---- | ---- | ---- | ---- | ---- |
| Accrington        | –––– | 1-1  | 1-1  | 1-1  | 0-4  | 0-3  | 0-3  | 2-2  | 1-1  | 4-2  | 1-2  | 4-2  | 5-2  | 0-6  | 5-4  | 4-0  |
| Aston Villa       | 6-4  | –––– | 4-1  | 1-1  | 1-3  | 6-1  | 4-1  | 2-0  | 1-0  | 3-1  | 3-1  | 5-1  | 3-2  | 1-6  | 5-2  | 5-0  |
| Blackburn         | 3-3  | 2-2  | –––– | 3-0  | 2-0  | 2-2  | 2-2  | 4-3  | 0-1  | 1-0  | 0-0  | 0-2  | 3-3  | 2-2  | 2-1  | 3-3  |
| Bolton            | 5-2  | 5-0  | 2-1  | –––– | 1-0  | 0-3  | 4-1  | 4-1  | 3-1  | 4-1  | 2-4  | 1-0  | 4-4  | 2-1  | 3-1  | 3-1  |
| Burnley           | 1-3  | 0-2  | 0-0  | 3-0  | –––– | 2-1  | 3-0  | 4-1  | 1-1  | 3-0  | 4-2  | 4-0  | 3-2  | 2-3  | 5-0  | 2-0  |
| Derby County      | 3-3  | 2-1  | 3-0  | 1-1  | 1-0  | –––– | 1-6  | 5-1  | 2-3  | 4-5  | 1-2  | 2-2  | 1-0  | 1-1  | 1-1  | 2-2  |
| Everton           | 1-1  | 1-0  | 4-0  | 3-0  | 0-1  | 5-0  | –––– | 6-0  | 2-2  | 6-0  | 6-0  | 3-5  | 2-2  | 1-4  | 1-0  | 3-2  |
| Newton Heath      | 3-3  | 2-0  | 4-4  | 1-0  | 1-1  | 7-1  | 3-4  | –––– | 1-3  | 1-3  | 2-1  | 1-5  | 1-0  | 0-5  | 2-4  | 10-1 |
| Nottingham Forest | 3-0  | 4-5  | 0-1  | 2-0  | 2-2  | 1-0  | 2-1  | 1-1  | –––– | 3-1  | 1-2  | 2-0  | 3-4  | 0-5  | 3-4  | 3-1  |
| Notts County      | 2-0  | 1-4  | 0-0  | 2-2  | 3-1  | 1-1  | 1-2  | 4-0  | 3-0  | –––– | 3-1  | 0-1  | 0-1  | 3-1  | 8-1  | 3-0  |
| Preston N.E.      | 0-0  | 4-1  | 2-1  | 2-1  | 2-0  | 0-1  | 5-0  | 2-1  | 1-0  | 4-0  | –––– | 4-1  | 2-1  | 1-2  | 1-1  | 4-0  |
| Sheffield Weds    | 5-2  | 5-3  | 0-3  | 4-2  | 2-0  | 3-3  | 0-2  | 1-0  | 2-2  | 3-2  | 0-5  | –––– | 0-1  | 3-2  | 6-0  | 0-1  |
| Stoke City        | 2-2  | 0-1  | 2-2  | 6-0  | 4-1  | 1-3  | 0-1  | 7-1  | 3-0  | 1-0  | 2-1  | 2-0  | –––– | 0-1  | 1-2  | 2-1  |
| Sunderland        | 4-2  | 6-0  | 5-0  | 3-3  | 2-0  | 3-1  | 4-3  | 6-0  | 1-0  | 2-2  | 2-0  | 4-2  | 3-1  | –––– | 8-1  | 5-2  |
| West Bromwich     | 4-0  | 3-2  | 1-2  | 1-0  | 7-1  | 3-1  | 3-0  | 0-0  | 2-2  | 4-2  | 0-1  | 3-0  | 1-2  | 1-3  | –––– | 2-1  |
| Wolverhampton     | 5-3  | 2-1  | 4-2  | 1-2  | 1-0  | 2-1  | 2-4  | 2-0  | 2-2  | 3-0  | 2-1  | 2-0  | 1-0  | 2-0  | 1-1  | –––– |

### Calendario
| Accrington | 0 - 6 | Sunderland |

| Blackburn | 4 - 3 | Newton Heath |

| Everton | 2 - 2 | Nottingham Forest |

| Notts County | 0 - 1 | Sheffield Weds |

| Preston N.E. | 2 - 1 | Bolton |

| Stoke City | 1 - 3 | Derby County |

| Wolverhampton | 1 - 0 | Burnley |

| Burnley | 0 - 2 | Aston Villa |

| Aston Villa | 4 - 1 | Everton |

| Bolton | 3 - 1 | West Bromwich |

| Derby County | 1 - 2 | Preston N.E. |

| Nottingham Forest | 3 - 4 | Stoke City |

| Sheffield Weds | 5 - 2 | Accrington |

| Sunderland | 2 - 2 | Notts County |

| Wolverhampton | 4 - 2 | Blackburn |

| Newton Heath | 1 - 1 | Burnley |

| Preston N.E. | 4 - 1 | Sheffield Weds |

| Stoke City | 0 - 1 | Aston Villa |

| Aston Villa | 1 - 6 | Sunderland |

| Blackburn | 2 - 2 | Everton |

| Bolton | 1 - 0 | Sheffield Weds |

| Burnley | 4 - 1 | Newton Heath |

| Notts County | 1 - 1 | Derby County |

| Preston N.E. | 1 - 0 | Nottingham Forest |

| Stoke City | 2 - 2 | Accrington |

| West Bromwich | 2 - 1 | Wolverhampton |

| West Bromwich | 3 - 2 | Aston Villa |

| Accrington | 4 - 2 | Sheffield Weds |

| Bolton | 5 - 0 | Aston Villa |

| Burnley | 3 - 2 | Stoke City |

| Derby County | 1 - 1 | West Bromwich |

| Everton | 6 - 0 | Newton Heath |

| Nottingham Forest | 1 - 2 | Preston N.E. |

| Sunderland | 5 - 0 | Blackburn |

| Wolverhampton | 3 - 0 | Notts County |

| Blackburn | 3 - 3 | Accrington |

| Bolton | 3 - 1 | Wolverhampton |

| Derby County | 2 - 3 | Nottingham Forest |

| Everton | 1 - 0 | Aston Villa |

| Notts County | 3 - 1 | Preston N.E. |

| Sheffield Weds | 2 - 0 | Burnley |

| Sunderland | 3 - 1 | Stoke City |

| West Bromwich | 0 - 0 | Newton Heath |

| Sheffield Weds | 2 - 2 | Nottingham Forest |

| Notts County | 2 - 2 | Bolton |

| Accrington | 1 - 1 | Bolton |

| Burnley | 2 - 1 | Derby County |

| Everton | 1 - 4 | Sunderland |

| Notts County | 3 - 0 | Nottingham Forest |

| Preston N.E. | 2 - 1 | Blackburn |

| Newton Heath | 2 - 4 | West Bromwich |

| Wolverhampton | 2 - 1 | Aston Villa |

| Aston Villa | 3 - 2 | Stoke City |

| Aston Villa | 1 - 0 | Nottingham Forest |

| Blackburn | 0 - 2 | Sheffield Weds |

| Bolton | 4 - 4 | Stoke City |

| Newton Heath | 10 - 1 | Wolverhampton |

| Preston N.E. | 2 - 0 | Burnley |

| Sunderland | 4 - 2 | Accrington |

| West Bromwich | 3 - 0 | Everton |

| Derby County | 4 - 5 | Notts County |

| Newton Heath | 3 - 4 | Everton |

| Nottingham Forest | 2 - 0 | Bolton |

| Burnley | 3 - 0 | Notts County |

| Derby County | 3 - 0 | Blackburn |

| Everton | 1 - 1 | Accrington |

| Preston N.E. | 4 - 1 | Aston Villa |

| Sheffield Weds | 1 - 0 | Newton Heath |

| Stoke City | 3 - 0 | Nottingham Forest |

| Sunderland | 8 - 1 | West Bromwich |

| Wolverhampton | 1 - 2 | Bolton |

| Aston Villa | 6 - 1 | Derby County |

| Blackburn | 0 - 0 | Preston N.E. |

| Bolton | 4 - 1 | Everton |

| Burnley | 1 - 3 | Accrington |

| Nottingham Forest | 1 - 1 | Newton Heath |

| Sheffield Weds | 3 - 2 | Sunderland |

| Stoke City | 2 - 1 | Wolverhampton |

| West Bromwich | 4 - 2 | Notts County |

| Accrington | 1 - 2 | Preston N.E. |

| Aston Villa | 5 - 2 | West Bromwich |

| Derby County | 1 - 6 | Everton |

| Notts County | 0 - 1 | Stoke City |

| Newton Heath | 4 - 4 | Blackburn |

| Sheffield Weds | 4 - 2 | Bolton |

| Sunderland | 2 - 0 | Burnley |

| Wolverhampton | 2 - 2 | Nottingham Forest |

| West Bromwich | 1 - 0 | Bolton |

| Blackburn | 3 - 3 | Wolverhampton |

| Sunderland | 2 - 0 | Burnley |

| Everton | 2 - 2 | Stoke City |

| Newton Heath | 1 - 3 | Notts County |

| Nottingham Forest | 4 - 5 | Aston Villa |

| West Bromwich | 4 - 0 | Accrington |

| Stoke City | 2 - 1 | Preston N.E. |

| Bolton | 2 - 4 | Preston N.E. |

| Newton Heath | 2 - 0 | Aston Villa |

| Notts County | 8 - 1 | West Bromwich |

| Sheffield Weds | 0 - 3 | Blackburn |

| Stoke City | 4 - 1 | Burnley |

| Sunderland | 1 - 0 | Nottingham Forest |

| Wolverhampton | 5 - 3 | Accrington |

| Accrington | 2 - 2 | Newton Heath |

| Aston Villa | 3 - 1 | Preston N.E. |

| Blackburn | 3 - 0 | Bolton |

| Burnley | 1 - 1 | Nottingham Forest |

| Derby County | 2 - 2 | Wolverhampton |

| Everton | 3 - 5 | Sheffield Weds |

| Notts County | 3 - 1 | Sunderland |

| West Bromwich | 1 - 2 | Stoke City |

| Nottingham Forest | 2 - 0 | Sheffield Weds |

| Bolton | 4 - 1 | Newton Heath |

| Burnley | 0 - 0 | Blackburn |

| Derby County | 3 - 3 | Accrington |

| Nottingham Forest | 0 - 5 | Sunderland |

| Preston N.E. | 5 - 0 | Everton |

| Sheffield Weds | 5 - 3 | Aston Villa |

| Wolverhampton | 1 - 0 | Stoke City |

| Notts County | 5 - 0 | Burnley |

| Accrington | 4 - 2 | Notts County |

| Aston Villa | 4 - 1 | Blackburn |

| Everton | 3 - 2 | Wolverhampton |

| Newton Heath | 1 - 0 | Bolton |

| Nottingham Forest | 2 - 2 | Burnley |

| Sheffield Weds | 3 - 3 | Derby County |

| West Bromwich | 0 - 1 | Preston N.E. |

| Accrington | 5 - 4 | West Bromwich |

| Blackburn | 2 - 0 | Burnley |

| Derby County | 2 - 1 | Aston Villa |

| Notts County | 1 - 2 | Everton |

| Stoke City | 2 - 0 | Sheffield Weds |

| Sunderland | 2 - 0 | Preston N.E. |

| Wolverhampton | 2 - 0 | Newton Heath |

| Aston Villa | 1 - 1 | Bolton |

| Blackburn | 1 - 0 | Notts County |

| Derby County | 1 - 0 | Stoke City |

| Everton | 0 - 1 | Burnley |

| Newton Heath | 1 - 5 | Sheffield Weds |

| Nottingham Forest | 3 - 1 | Wolverhampton |

| West Bromwich | 1 - 3 | Sunderland |

| Accrington | 5 - 2 | Stoke City |

| Derby County | 1 - 1 | Bolton |

| West Bromwich | 1 - 2 | Blackburn |

| Newton Heath | 2 - 1 | Preston N.E. |

| Wolverhampton | 2 - 0 | Sunderland |

| Wolverhampton | 1 - 1 | West Bromwich |

| Accrington | 4 - 0 | Wolverhampton |

| Blackburn | 0 - 1 | Nottingham Forest |

| Newton Heath | 7 - 1 | Derby County |

| Notts County | 1 - 4 | Aston Villa |

| Preston N.E. | 2 - 1 | Stoke City |

| Burnley | 5 - 0 | West Bromwich |

| Accrington | 1 - 1 | Blackburn |

| Bolton | 0 - 3 | Derby County |

| Sheffield Weds | 6 - 0 | West Bromwich |

| Sunderland | 5 - 2 | Wolverhampton |

| Sunderland | 4 - 3 | Everton |

| Aston Villa | 5 - 1 | Sheffield Weds |

| Blackburn | 2 - 2 | Derby County |

| Everton | 6 - 0 | Notts County |

| Nottingham Forest | 3 - 0 | Accrington |

| Preston N.E. | 1 - 2 | Sunderland |

| Stoke City | 7 - 1 | Newton Heath |

| West Bromwich | 7 - 1 | Burnley |

| Nottingham Forest | 2 - 1 | Everton |

| Accrington | 0 - 4 | Burnley |

| Everton | 1 - 0 | West Bromwich |

| Newton Heath | 1 - 3 | Nottingham Forest |

| Notts County | 0 - 0 | Blackburn |

| Stoke City | 6 - 0 | Bolton |

| Sheffield Weds | 0 - 5 | Preston N.E. |

| Sunderland | 6 - 0 | Aston Villa |

| Notts County | 4 - 0 | Newton Heath |

| Stoke City | 0 - 1 | Everton |

| Sunderland | 4 - 2 | Sheffield Weds |

| Blackburn | 2 - 1 | West Bromwich |

| Nottingham Forest | 1 - 0 | Derby County |

| Blackburn | 2 - 2 | Aston Villa |

| Burnley | 3 - 0 | Bolton |

| Derby County | 5 - 1 | Newton Heath |

| Everton | 6 - 0 | Preston N.E. |

| Notts County | 2 - 0 | Accrington |

| Stoke City | 1 - 2 | West Bromwich |

| Wolverhampton | 2 - 0 | Sheffield Weds |

| Sheffield Weds | 0 - 2 | Everton |

| Sunderland | 3 - 3 | Bolton |

| Accrington | 0 - 3 | Everton |

| Blackburn | 3 - 3 | Stoke City |

| Bolton | 1 - 0 | Burnley |

| Nottingham Forest | 3 - 1 | Notts County |

| Wolverhampton | 2 - 1 | Derby County |

| Nottingham Forest | 3 - 4 | West Bromwich |

| Bolton | 5 - 2 | Accrington |

| Newton Heath | 0 - 5 | Sunderland |

| Aston Villa | 2 - 0 | Newton Heath |

| Nottingham Forest | 0 - 1 | Blackburn |

| Stoke City | 1 - 0 | Notts County |

| Sheffield Weds | 0 - 1 | Wolverhampton |

| Sunderland | 3 - 1 | Derby County |

| Accrington | 1 - 1 | Nottingham Forest |

| Aston Villa | 3 - 1 | Notts County |

| Bolton | 2 - 1 | Blackburn |

| Burnley | 4 - 2 | Preston N.E. |

| Stoke City | 0 - 1 | Sunderland |

| West Bromwich | 3 - 0 | Sheffield Weds |

| Wolverhampton | 2 - 4 | Everton |

| Aston Villa | 6 - 4 | Accrington |

| Bolton | 4 - 1 | Notts County |

| Derby County | 2 - 2 | Sheffield Weds |

| Accrington | 0 - 3 | Derby County |

| Blackburn | 2 - 2 | Sunderland |

| Bolton | 3 - 1 | Nottingham Forest |

| Burnley | 4 - 0 | Sheffield Weds |

| Newton Heath | 1 - 0 | Stoke City |

| Preston N.E. | 4 - 0 | Notts County |

| Bolton | 2 - 1 | Sunderland |

| Burnley | 2 - 0 | Wolverhampton |

| Everton | 4 - 0 | Blackburn |

| Newton Heath | 2 - 1 | Preston N.E. |

| Sheffield Weds | 0 - 1 | Stoke City |

| West Bromwich | 3 - 1 | Derby County |

| Aston Villa | 5 - 0 | Wolverhampton |

| Everton | 3 - 0 | Bolton |

| Preston N.E. | 0 - 0 | Accrington |

| Sheffield Weds | 3 - 2 | Notts County |

| Stoke City | 2 - 2 | Blackburn |

| West Bromwich | 2 - 2 | Nottingham Forest |

| Aston Villa | 1 - 3 | Burnley |

| Sunderland | 6 - 0 | Newton Heath |

| Burnley | 3 - 0 | Everton |

| Derby County | 1 - 1 | Sunderland |

| Newton Heath | 3 - 3 | Accrington |

| Notts County | 3 - 0 | Wolverhampton |

| Preston N.E. | 4 - 0 | Wolverhampton |

| Preston N.E. | 1 - 1 | West Bromwich |

| Accrington | 1 - 1 | Aston Villa |

| Burnley | 2 - 3 | Sunderland |

| Everton | 5 - 0 | Derby County |

| Wolverhampton | 2 - 1 | Preston N.E. |

| Preston N.E. | 0 - 1 | Derby County |

## Test-match
La 3ª squadra classificata della Second Division affrontò la 14ª classificata. La 2ª squadra classificata della Second Division affrontò la 15ª classificata. La 1ª squadra classificata della Second Division affrontò la 16ª classificata.

|               | Risultati |              | Luogo e data                   |
| ------------- | --------- | ------------ | ------------------------------ |
| Small Heath   | 1-1       | Newton Heath | Nottingham, 22 aprile 1893     |
| Darwen        | 3-2       | Notts County | Ardwick, 22 aprile 1893        |
| Sheffield Utd | 1-0       | Accrington   | Stoke-on-Trent, 22 aprile 1893 |
|               |           |              |                                |

Ripetizione della gara finita in parità:

|              | Risultati |             | Luogo e data              |
| ------------ | --------- | ----------- | ------------------------- |
| Newton Heath | 5-2       | Small Heath | Sheffield, 27 aprile 1893 |
|              |           |             |                           |

## Statistiche

### Squadre

#### Primati stagionale
- Maggior numero di vittorie: Sunderland (22)
- Minor numero di sconfitte: Sunderland (4)
- Migliore attacco: Sunderland (100 reti fatte)
- Miglior difesa: Sunderland (36 reti subite)
- Miglior media goal: Sunderland (2.778)
- Maggior numero di pareggi: Blackburn (13)
- Minor numero di pareggi: Aston Villa, Preston, Sheffield Wednesday (3)
- Maggior numero di sconfitte: Newton Heath (18)
- Minor numero di vittorie: Newton Heath, Accrington(6)
- Peggior attacco: Wolverhampton, Blackburn (47 reti segnate)
- Peggior difesa: Newton Heath (85 reti subite)
- Peggior media goal: Newton Heath (0,588)